# Liste des meilleurs tireurs de lancers francs en NBA en playoffs
Cette page présente la liste des meilleurs tireurs de lancers francs en playoffs NBA en carrière.

## Classement

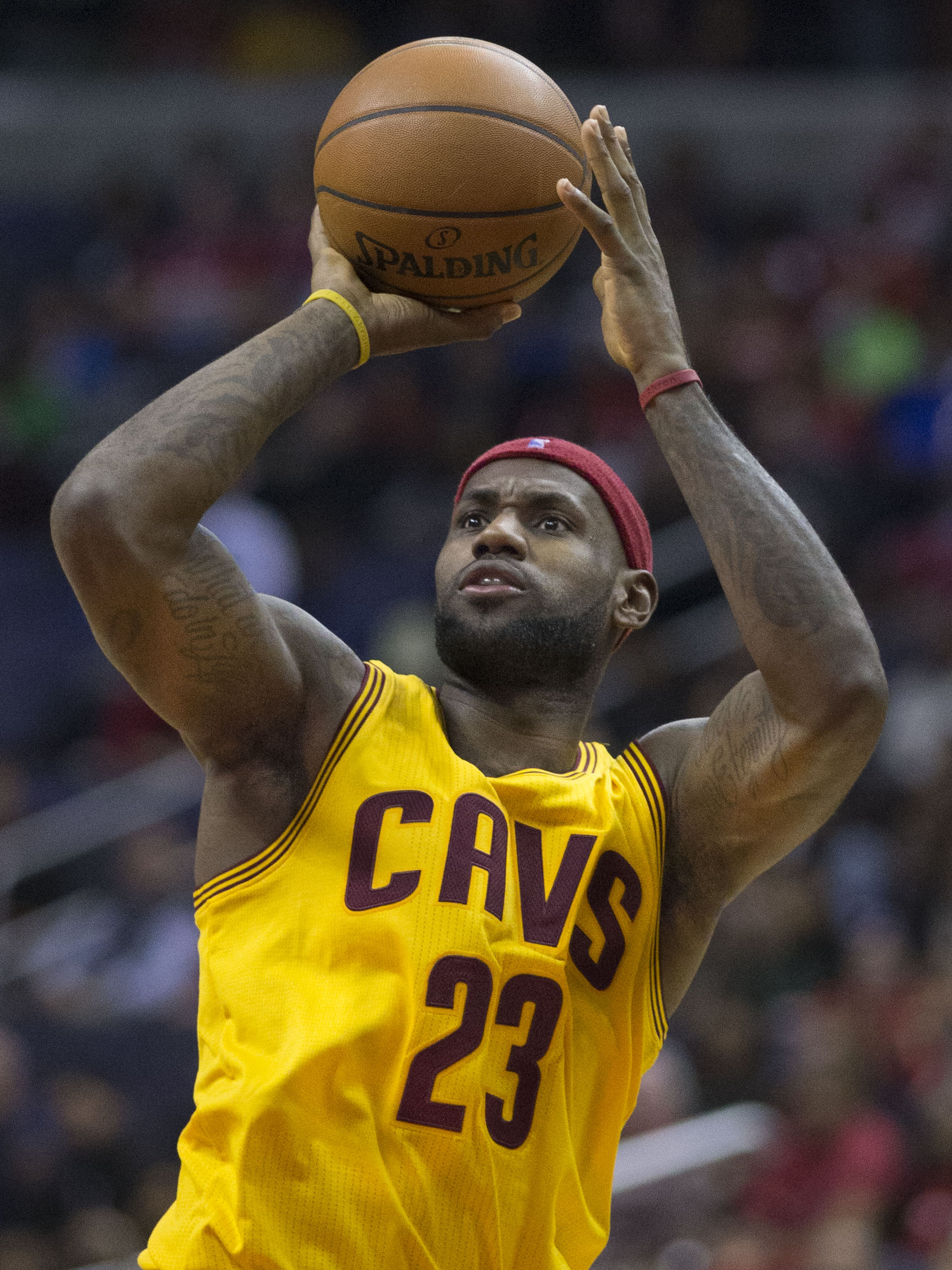
LeBron James (1er)

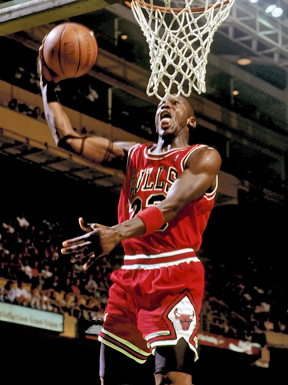
Michael Jordan (2e)

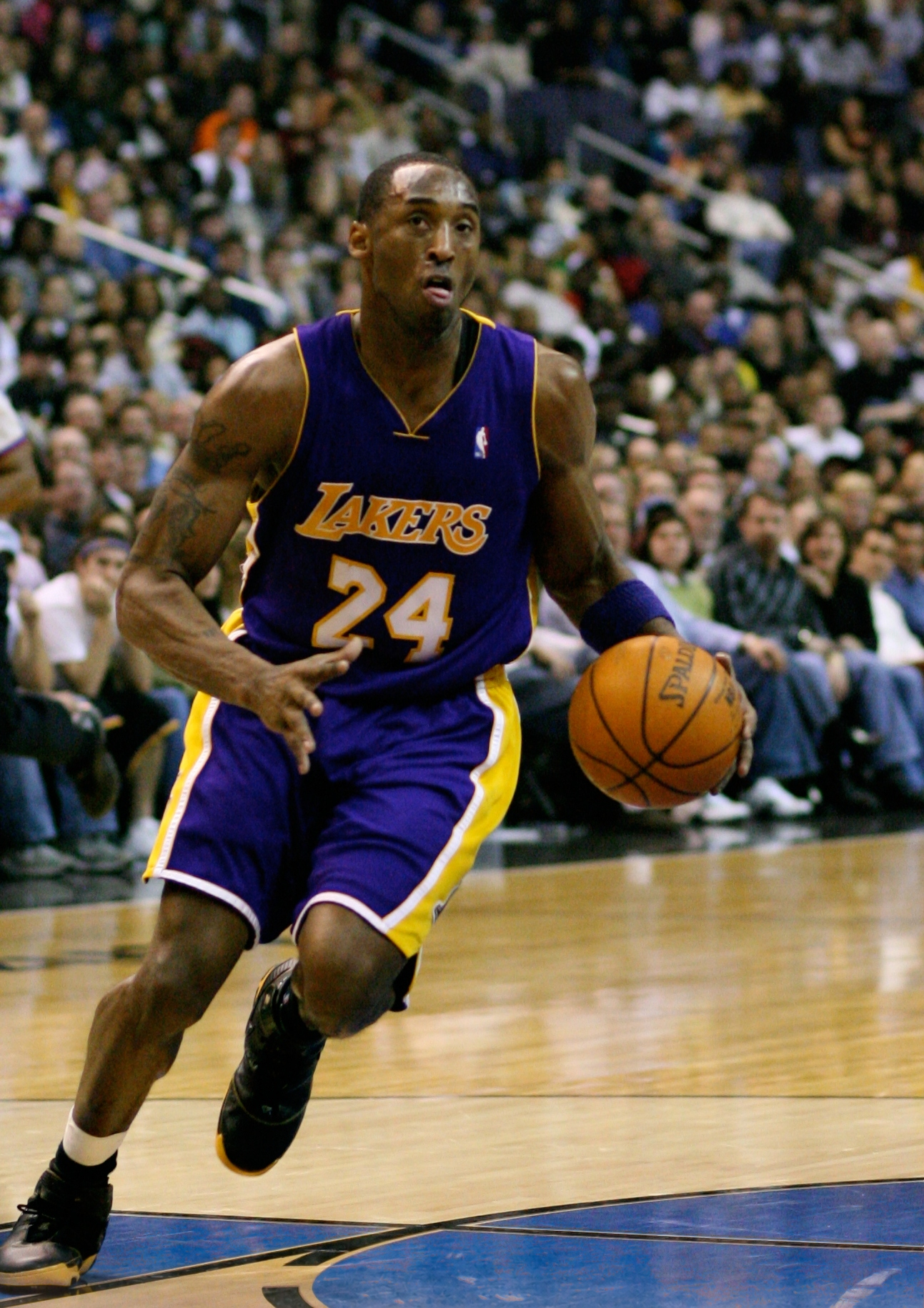
Kobe Bryant (3e)

| ^ | Joueur en activité en NBA                                       |
| * | Joueur intronisé au Basketball Hall of Fame                     |
| ° | Joueur ne répondant pas aux critères du Basketball Hall of Fame |

- Mise à jour le 19 mai 2025.

| Rang | Nom                 | Poste              | Réussis | Tentés | Taux de réussite | C |
| ---- | ------------------- | ------------------ | ------- | ------ | ---------------- | - |
| 1    | LeBron James        | Ailier/Ailier fort | 1 867   | 2 519  | 74,06 %          | ^ |
| 2    | Michael Jordan      | Arrière            | 1 463   | 1 766  | 82,84 %          | * |
| 3    | Kobe Bryant         | Arrière            | 1 320   | 1 617  | 81,63 %          | * |
| 4    | Karl Malone         | Ailier fort        | 1 269   | 1 725  | 73,57 %          | * |
| 5    | Kevin Durant        | Ailier             | 1 251   | 1 441  | 86,81 %          | ^ |
| 6    | Tim Duncan          | Ailier fort/Pivot  | 1 217   | 1 766  | 68,91 %          | * |
| 7    | Jerry West          | Arrière            | 1 213   | 1 506  | 80,54 %          | * |
| 8    | Shaquille O'Neal    | Pivot              | 1 168   | 2 317  | 50,41 %          | * |
| 9    | James Harden        | Arrière            | 1 115   | 1 283  | 87,04 %          | ^ |
| 10   | Dirk Nowitzki       | Ailier fort        | 1 074   | 1 204  | 89,20 %          | * |
| 11   | Magic Johnson       | Meneur             | 1 068   | 1 274  | 83,83 %          | * |
| 12   | Kareem Abdul-Jabbar | Pivot              | 1 050   | 1 419  | 74,00 %          | * |
| 13   | Dwyane Wade         | Arrière            | 951     | 1 220  | 77,95 %          | * |
| 14   | Larry Bird          | Ailier             | 901     | 1 012  | 89,03 %          | * |
| 15   | John Havlicek       | Ailier             | 874     | 1 046  | 83,56 %          | * |
| 16   | Paul Pierce         | Ailier/Arrière     | 860     | 1 036  | 83,00 %          | * |
| 17   | Elgin Baylor        | Ailier fort/Ailier | 847     | 1 101  | 76,93 %          | * |
| 18   | Manu Ginóbili       | Arrière            | 818     | 1 001  | 81,72 %          | * |
| 19   | Chauncey Billups    | Meneur             | 785     | 892    | 88,00 %          | * |
| 20   | Scottie Pippen      | Ailier             | 772     | 1 067  | 72,35 %          | * |
| 21   | Reggie Miller       | Arrière            | 770     | 862    | 89,33 %          | * |
| 22   | Kevin McHale        | Ailier fort        | 766     | 972    | 78,81 %          | * |
| 23   | Wilt Chamberlain    | Pivot              | 757     | 1 627  | 46,53 %          | * |
| 24   | Dennis Johnson      | Arrière            | 756     | 943    | 80,17 %          | * |
| 25   | Charles Barkley     | Ailier fort        | 751     | 1 048  | 71,66 %          | * |